# Kölcse, Szabolcs-Szatmár-Bereg
Kölcse  este un sat în districtul Fehérgyarmat, județul Szabolcs-Szatmár-Bereg, Ungaria, având o populație de 1.389 de locuitori (2011). 

## Demografie
Componența etnică a satului Kölcse
     Maghiari (89,08%)
     Romi (10,53%)
     Ucraineni (0,39%)
Componența confesională a satului Kölcse
     Reformați (43,41%)
     Luterani (15,55%)
     Romano-catolici (13,39%)
     Greco-catolici (3,17%)
     Fără religie (3,17%)
     Necunoscută (21,31%)
     Alte religii (1,15%)
Conform recensământului din 2011, satul Kölcse avea 1.389 de locuitori. Din punct de vedere etnic, majoritatea locuitorilor (89,08%) erau maghiari, cu o minoritate de romi (10,53%). Nu există o religie majoritară, locuitorii fiind reformați (43,41%), luterani (15,55%), romano-catolici (13,39%), persoane fără religie (3,17%) și greco-catolici (3,17%). Pentru 21,31% din locuitori nu este cunoscută apartenența confesională.